# Brent Harding
Brent Harding (né le 3 mars 1967 à Columbus en Ohio) est le bassiste du groupe de rock californien Social Distortion depuis 2004.

## Biographie
Brent Harding a rejoint Social Distortion en janvier 2005, en remplacement du bassiste temporaire, Matt Freeman, qui est surtout connu pour avoir travaillé comme bassiste de Rancid. Son premier enregistrement avec le groupe consistait en des réenregistrements de leur ancien matériel et de "Far Behind", qui apparaissent sur leur album Greatest Hits de 2007. Il est également apparu sur le septième album studio du groupe Hard Times and Nursery Rhymes, sorti en janvier 2011,,. Ce fut le premier véritable album studio du groupe avec Harding.
Avant de rejoindre Social Distortion, Harding était le bassiste du leader de Social Distortion Mike Ness lors de sa tournée Cheating at Solitaire et a enregistré avec Ness sur sa deuxième sortie solo Under the Influences. Ses groupes précédents incluent Deke Dickerson And The Ecco-Fonics, The Eugene Edwards Band, The Lucky Stars, The Sleepwalkers et The What-Me Worry? Jug Band. Il joue également de la basse pour un groupe de bluegrass appelé [http://www.whiskeychimpband.com Whiskey Chimp dans sa ville natale de Ventura, en Californie. Il est apparu sur Late Night avec Conan O'Brien tout en jouant de la basse avec Mike Ness Band.
L'été 2007 a vu la naissance du nouveau projet de Brent Harding, The Steeplejacks. Avec Harding, le groupe est composé de Jonny Wickersham (Social Distortion, US Bombs and Youth Brigade) à la guitare, Sam Bolle (Fear, Dick Dale, Agent Orange) à la basse, Toby Emery (Raging Arb and the Redheads, Jackass) à la mandoline et à la guitare et Bill Flores (The Rincon Ramblers, Louie Ortega) à la pedal steel, au violon et à l'accordéon. Harding joue également de la guitare et de la batterie avec les Steeplejacks.

## Discographie sélective

### Social Distortion
- Greatest Hits (en) (2007)
- Hard Times and Nursery Rhymes (en) (2011)

### Mike Ness
- Under the Influences (en) (1999)

### Big Bad Voodoo Daddy
- Everything You Want For Christmas (2004)

### Deke Dickerson and the Eccofonics
- Rhythm, Rhyme & Truth (2000)
- My Name is Deke (2004)
- More Million Sellers (1999)
- Mister Entertainment (2003)
- "Number One Hit Record" (1998)

### Rod McKuen
- Beatsville (2002)

### Amy Ferris
- Anything (2004)

### Whiskey Chimp
- Naranja (2004)
- Ventura (2006)